# Kōzō Yūki
Kōzō Yuki (結城 耕造 Yuki Kōzō?, nacido el 23 de enero de 1979 en Kanagawa) es un exfutbolista japonés. Jugaba de defensa y su último club fue el Fortuna Düsseldorf.

## Trayectoria

### Clubes
| Club                | País     | Año         |
| ------------------- | -------- | ----------- |
| JEF United Chiba    | Japón    | 2002 - 2008 |
| Sanfrecce Hiroshima | Japón    | 2008        |
| Fortuna Düsseldorf  | Alemania | 2009 - 2010 |

## Palmarés

### Títulos nacionales
| Título         | Club                | País  | Año  |
| -------------- | ------------------- | ----- | ---- |
| Copa J. League | JEF United Chiba    | Japón | 2005 |
| Copa J. League | JEF United Chiba    | Japón | 2006 |
| J2 League      | Sanfrecce Hiroshima | Japón | 2008 |